# La Pérouse (1877)
Pour les articles homonymes, voir La Pérouse (homonymie).
Le La Pérouse était un croiseur non protégé de la marine française, tête de la classe La Pérouse.
Il portait le nom de Jean-François de La Pérouse (1741- 1788), officier de marine et explorateur français, disparu en 1788 dans le Pacifique.

## Caractéristiques
Le croiseur mixte La Pérouse, mis en service à Brest en 1877, est représentatif d'une époque de transition : ce navire de guerre est doté d'une artillerie moderne (des canons protégés par des tourelles pivotantes appelées « barbettes »), mais sa coque est en bois et il dispose d'un système de propulsion mixte combinant voiles et vapeur.

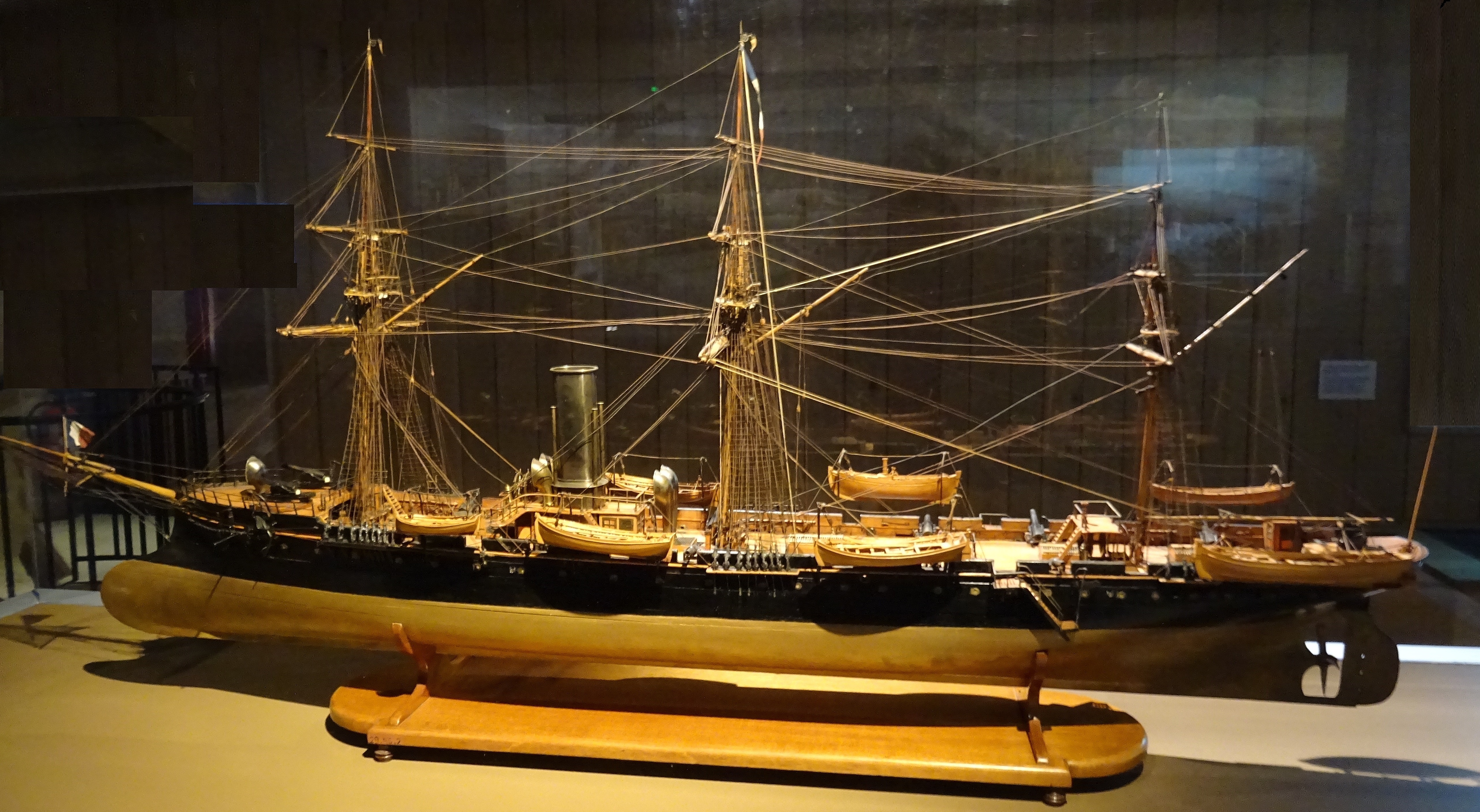
Le croiseur mixte La Pérouse mis en service en 1877, modèle réduit antérieur à 1894, Musée de la Marine de Brest.

## Histoire
Il a fait partie de l'escadre de l'Extrême-Orient sous le commandement de l'amiral Amédée Courbet, puis de l'Escadre de l'Océan Indien.
« Le 30 juillet 1898, le croiseur La Pérouse transportant le général Gallieni dans le cadre de sa mission à Madagascar est victime d’une rupture de ses chaînes d’ancres et s’échoue sur les hauts-fonds de la côte malgache ». Le 5 novembre suivant, l’affaire passe en jugement devant le conseil de guerre maritime de Toulon qui retient la "fortune de mer" liée à la météo. La question de la négligence ou de l'incompétence du commandement reste cependant posée car l'état de la mer ne s'est dégradé semble-t-il qu'après l'échouage. L'hypothèse d'une collision avec une épave non repérée a été également avancée.

## Bateaux ayant porté le même nom
- Un bâtiment hydrographique (1938), saisi par les Allemands qui lui donnent le nom de SG4 Merkur. Récupéré en 1945, il prend le nom de La Pérouse et devient un aviso de 1re classe.
- Un bâtiment hydrographique (1986), basé à Brest[3].